# Matej Mitrović
Matej Mitrović (Požega, 10 november 1993) is een Kroatisch voetballer die doorgaans speelt als centrale verdediger. In juli 2024 verruilde hij HNK Rijeka voor Al-Ahli. Mitrović maakte in 2014 zijn debuut in het Kroatisch voetbalelftal.

## Clubcarrière
In de jeugd speelde Mitrović voor Kutjevo, Kamen Ingrad en Papuk Velika. In 2011 maakte hij de overstap naar Cibalia. Op 25 februari 2012 maakte de verdediger zijn professionele debuut voor die club, toen met 0–1 gewonnen werd op bezoek bij Slaven Belupo. Van zijn coach mocht hij in de vijfenzestigste minuut als invaller het veld betreden. In het seizoen 2012/13 had hij een vaste basisplaats en hij wist tot drieëndertig competitieoptredens te komen, in de jaargang dat Cibalia degradeerde naar de 2. HNL. In het seizoen 2013/14 speelde Mitrović drie competitiewedstrijden op het tweede niveau, alvorens hij de overstap maakte naar HNK Rijeka, waar hij zijn handtekening zette onder een verbintenis voor de duur van twee seizoenen. In zijn eerste halve jaar kwam de centrumverdediger tot acht duels in de competitie en vier in de beker. De vierde daarvan was de finale van de beker, tegen Dinamo Zagreb. Na zesendertig minuten zette Mitrović zijn ploeg op voorsprong. Uiteindelijk tekende Zoran Kvržić acht minuten voor tijd voor de beslissende 2–0. Hierdoor sleepte Rijeka de beker binnen. Een paar maanden later won Rijeka ook de supercup en Mitrović speelde opnieuw negentig minuten mee. In juni 2016 verlengde de Kroaat zijn verbintenis tot de zomer van 2019. In januari 2017 maakte de centrumverdediger de overstap naar Beşiktaş, waar hij zijn handtekening zette onder een verbintenis voor de duur van drieënhalf jaar. In januari 2018 werd hij voor een half seizoen uitgeleend aan Club Brugge. Na afloop van deze verhuurperiode nam Club Brugge de Kroaat definitief over voor circa drieënhalf miljoen euro. Mitrović tekende tot medio 2022 bij zijn nieuwe club. Zijn verbintenis verliep medio 2022, waarna hij terugkeerde bij HNK Rijeka. In de zomer van 2024 vertrok hij transfervrij, waarop hij voor een jaar bij Al-Ahli tekende.

## Clubstatistieken
| Seizoen | Club          | Competitie      | Competitie | Competitie | Beker | Beker | Internationaal | Internationaal | Totaal | Totaal |
| Seizoen | Club          | Competitie      | Wed.       | Dlp.       | Wed.  | Dlp.  | Wed.           | Dlp.           | Wed.   | Dlp.   |
| ------- | ------------- | --------------- | ---------- | ---------- | ----- | ----- | -------------- | -------------- | ------ | ------ |
| 2011/12 | Cibalia       | 1. HNL          | 4          | 0          | 0     | 0     | —              | —              | 4      | 0      |
| 2012/13 | Cibalia       | 1. HNL          | 33         | 0          | 6     | 0     | —              | —              | 39     | 0      |
| 2013/14 | Cibalia       | 2. HNL          | 3          | 0          | 0     | 0     | —              | —              | 3      | 0      |
| 2013/14 | HNK Rijeka    | 1. HNL          | 8          | 0          | 4     | 1     | —              | —              | 12     | 1      |
| 2014/15 | HNK Rijeka    | 1. HNL          | 26         | 1          | 3     | 0     | 8              | 0              | 39     | 1      |
| 2015/16 | HNK Rijeka    | 1. HNL          | 23         | 1          | 5     | 0     | 1              | 0              | 29     | 1      |
| 2016/17 | HNK Rijeka    | 1. HNL          | 20         | 1          | 3     | 1     | 2              | 0              | 25     | 2      |
| 2016/17 | Beşiktaş      | Süper Lig       | 7          | 0          | 3     | 0     | 4              | 0              | 14     | 0      |
| 2017/18 | Beşiktaş      | Süper Lig       | 2          | 0          | 4     | 0     | 2              | 0              | 8      | 0      |
| 2017/18 | → Club Brugge | Eerste klasse A | 10         | 0          | 2     | 1     | 0              | 0              | 12     | 1      |
| 2018/19 | Club Brugge   | Eerste klasse A | 12         | 0          | 1     | 0     | 1              | 0              | 14     | 0      |
| 2019/20 | Club Brugge   | Eerste klasse A | 7          | 0          | 0     | 0     | 5              | 0              | 12     | 0      |
| 2020/21 | Club Brugge   | Eerste klasse A | 6          | 0          | 1     | 0     | 0              | 0              | 7      | 0      |
| 2021/22 | Club Brugge   | Eerste klasse A | 4          | 0          | 2     | 1     | 0              | 0              | 6      | 1      |
| 2022/23 | HNK Rijeka    | 1. HNL          | 5          | 0          | 0     | 0     | —              | —              | 5      | 0      |
| 2023/24 | HNK Rijeka    | 1. HNL          | 26         | 2          | 2     | 0     | 3              | 0              | 31     | 2      |
| 2024/25 | Al-Ahli       | Stars League    | 0          | 0          | 0     | 0     | —              | —              | 0      | 0      |
| Totaal  | Totaal        | Totaal          | 196        | 5          | 36    | 4     | 26             | 0              | 268    | 9      |

Bijgewerkt op 24 juli 2024.

## Interlandcarrière
Mitrović maakte zijn debuut in het Kroatisch voetbalelftal op 12 november 2014, toen door doelpunten van Cristian Ansaldi en Lionel Messi enerzijds en Anas Sharbini anderzijds met 2–1 verloren werd van Argentinië. Hij moest van bondscoach Niko Kovač starten als wisselspeler. Zes minuten voor het einde van de wedstrijd betrad hij het veld als vervanger van mededebutant en Rijeka-teamgenoot Marko Lešković. De andere debutanten dit duel waren Lovre Kalinić (Hajduk Split), Ivan Vargić, Mato Jajalo, Ivan Tomečak (allen eveneens Rijeka), Domagoj Antolić (Dinamo Zagreb) en Marko Rog (RNK Split). De verdediger moest hierna twee jaar wachten op een tweede optreden, maar op 6 oktober 2016 tegen Kosovo speelde hij opnieuw mee. Hij viel in de rust in voor aanvoerder Vedran Ćorluka. Op dat moment stond het door drie doelpunten van Mario Mandžukić 0–3 voor Kroatië. Na de rust maakte Domagoj Vida de vierde treffer en in de achtenzestigste minuut scoorde ook Mitrović. Mede-invaller Nikola Kalinić besliste de eindstand op 0–6.
| Interlands van Matej Mitrović voor Kroatië | Interlands van Matej Mitrović voor Kroatië | Interlands van Matej Mitrović voor Kroatië | Interlands van Matej Mitrović voor Kroatië | Interlands van Matej Mitrović voor Kroatië | Interlands van Matej Mitrović voor Kroatië | Interlands van Matej Mitrović voor Kroatië |
| №                                          | Datum                                      | Wedstrijd                                  | Uitslag                                    | Competitie                                 | Goals                                      |                                            |
| Als speler bij HNK Rijeka                  | Als speler bij HNK Rijeka                  | Als speler bij HNK Rijeka                  | Als speler bij HNK Rijeka                  | Als speler bij HNK Rijeka                  | Als speler bij HNK Rijeka                  | Als speler bij HNK Rijeka                  |
| ------------------------------------------ | ------------------------------------------ | ------------------------------------------ | ------------------------------------------ | ------------------------------------------ | ------------------------------------------ | ------------------------------------------ |
| 1                                          | 12 november 2014                           | Argentinië – Kroatië                       | 2 – 1                                      | Vriendschappelijk                          |                                            |                                            |
| 2                                          | 6 oktober 2016                             | Kosovo – Kroatië                           | 0 – 6                                      | WK 2018 kwalificatie                       | 68'                                        |                                            |
| 3                                          | 9 oktober 2016                             | Finland – Kroatië                          | 0 – 1                                      | WK 2018 kwalificatie                       |                                            |                                            |
| 4                                          | 15 november 2016                           | Noord-Ierland – Kroatië                    | 0 – 3                                      | Vriendschappelijk                          |                                            |                                            |
| Als speler bij Beşiktaş                    |                                            |                                            |                                            |                                            |                                            |                                            |
| 5                                          | 24 maart 2017                              | Kroatië – Oekraïne                         | 1 – 0                                      | WK 2018 kwalificatie                       |                                            |                                            |
| 6                                          | 28 maart 2017                              | Estland – Kroatië                          | 3 – 0                                      | Vriendschappelijk                          |                                            |                                            |
| 7                                          | 6 oktober 2017                             | Kroatië – Finland                          | 1 – 1                                      | WK 2018 kwalificatie                       |                                            |                                            |
| 8                                          | 9 oktober 2017                             | Oekraïne – Kroatië                         | 0 – 2                                      | WK 2018 kwalificatie                       |                                            |                                            |
| 9                                          | 12 november 2017                           | Griekenland – Kroatië                      | 0 – 0                                      | WK 2018 kwalificatie                       |                                            |                                            |
| Als speler bij Club Brugge                 |                                            |                                            |                                            |                                            |                                            |                                            |
| 10                                         | 6 september 2018                           | Portugal – Kroatië                         | 1 – 1                                      | Vriendschappelijk                          |                                            |                                            |
| 11                                         | 11 september 2018                          | Spanje – Kroatië                           | 6 – 0                                      | UEFA Nations League 2018/19                |                                            |                                            |
| 12                                         | 15 oktober 2018                            | Kroatië – Jordanië                         | 2 – 1                                      | Vriendschappelijk                          | 63'                                        |                                            |

Bijgewerkt op 24 juli 2024.

## Erelijst
| Competitie                  |        |                                    |        |        |
| Competitie                  | Aantal | Jaren                              |        |        |
| Rijeka                      | Rijeka | Rijeka                             | Rijeka | Rijeka |
| --------------------------- | ------ | ---------------------------------- | ------ | ------ |
| Hrvatski nogometni kup      | 1      | 2013/14                            |        |        |
| Hrvatski nogometni superkup | 1      | 2014                               |        |        |
| Beşiktaş                    |        |                                    |        |        |
| Süper Lig                   | 1      | 2016/17                            |        |        |
| Club Brugge                 |        |                                    |        |        |
| Eerste klasse A             | 4      | 2017/18, 2019/20, 2020/21; 2021/22 |        |        |
| Supercup                    | 2      | 2018, 2021                         |        |        |